# Lycaena ethiopica
Lycaena ethiopica är en fjärilsart som beskrevs av Edward Bagnall Poulton 1922. Lycaena ethiopica ingår i släktet Lycaena och familjen juvelvingar. Inga underarter finns listade i Catalogue of Life.